# Te Karaka

Te Karaka est une petite localité située à l’intérieur de la région de Gisborne, dans le nord-est de l’île du Nord de la Nouvelle-Zélande.

## Situation
Elle est localisée dans vallée du fleuve Waipaoa, tout près de sa jonction avec son affluent, la rivière Waihora. 
Te Karaka est située sur le trajet de la route State Highway 2 (en), et est la plus importante des villes que l’on trouve entre Gisborne et Opotiki dans le secteur de la baie de l’Abondance ou bay of Plenty.

## Population
Lors du recensement de 2006 en Nouvelle-Zélande, la ville de Te Karaka avait une population de résidents habituels de 543 habitants. 
78,5 % de la population était Maoris, et 29,1 % d’origine européenne, 26 %  des personnes de Te Karaka parlent la langue Maori .

## Personnalités liées à Te Karaka
- Kiri Allan (1970-), femme politique, y est née.